# Пушкина, Софья Фёдоровна
Со́фья Фё́доровна Пу́шкина (21 апреля 1806 — 27 января 1862) — русская дворянка из рода Пушкиных, дальняя родственница поэта Александра Сергеевича Пушкина и адресат его стихотворений.

## Биография
Софья Фёдоровна была младшей дочерью Фёдора Алексеевича Пушкина и его супруги Марии Ивановны Оболенской. После смерти родителей вместе с младшей сестрой Анной воспитывалась у богатой аристократки Екатерины Владимировны Апраксиной.
Современники Софью описывали, как девушку «с прекрасным греческим профилем и черными как смоль глазами, она была очень умной и милой девушкой». Осенью 1826 года с ней познакомился поэт Александр Сергеевич Пушкин, который влюбился в неё, и посвятил ей стихотворение «Ответ Ф. Т.***». Вскоре он посватался к ней, но получил отказ, поскольку у неё был жених.
Позже Пушкин описал свои чувства к ней в письме другу Василию Зубкову, женатому на её сестре Анне, описав её «Боже мой, до чего она хороша!..» Когда Пушкин вернулся в Москву, она была помолвлена с Валерианом Александровичем Паниным, за которого в январе 1827 года вышла замуж, в браке с которым, у неё было 3 сыновей и дочь.
Скончалась 27 января 1862 года в возрасте 55 лет.